# Lac de Liantran
Le lac de Liantran est un lac pyrénéen français situé administrativement dans la commune de Estaing dans le département des Hautes-Pyrénées en région  Occitanie.
Le lac a une superficie de 1 ha pour une altitude de 1 824 m, il atteint une profondeur de 1 m.

## Géographie
Il s'agit d'un petit lac glaciaire de la vallée d'Estaing d'une superficie de 1 ha et d'une altitude de 1 824 m. Situé dans le parc national des Pyrénées, il alimente le gave de Labat de Bun.

En été, certaines parties du lac sont asséchées et il est séparé en deux parties par une langue de pierres.

À proximité du lac se trouvent des ruines composées de murs et murets, autrefois cabanes pastorales, abris et autres leytés.

### Topographie
| Mont Maou (2 434 m)        |                                  | Pic Maleshores (2 703 m)          |
| Soum d'Arraséro (2 403 m)  | lacs de Liantran                 | Bassia                            |
| Soum de Liantran (2 462 m) | Peyregnets de Cambalès (2 822 m) | Peyregnets de Costalade (2 740 m) |

## Protection environnementale
Le lac est situé dans le parc national des Pyrénées et fait partie d'une zone naturelle protégée, classée ZNIEFF de type 1 : Hautes vallées des gaves d’Arrens et de Labat de Bun

## Voies d'accès
Situé dans la vallée du gave d'Estaing, le lac de Liantran est à trois à quatre heures de marche (660 mètres de dénivelé positif) du Lac d'Estaing.
Le sentier continue vers les Lacs de Houns de Hèche (2 213 m) et les plus avertis pourront prolonger leur route jusqu'au Pourtet de Hèche (2 476 m) qui permet l'accès à la vallée d'Arrens par les lacs de Rémoulis, à la vallée du Marcadau par le col de Cambalès et à la vallée de Tena en Espagne par le port de la Peyre Saint-Martin (2 295 m).

## Images

Sélection de vues du lac.
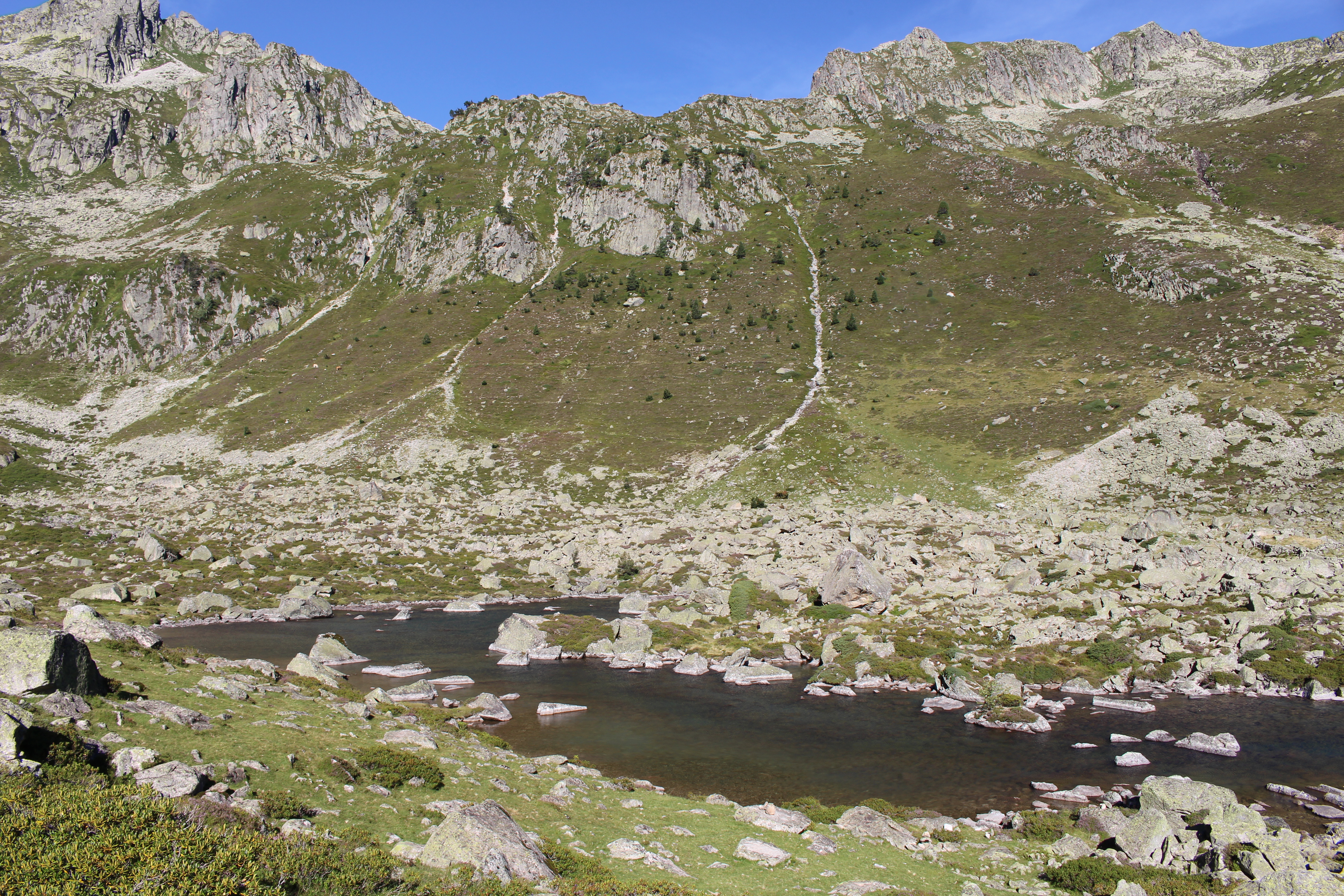
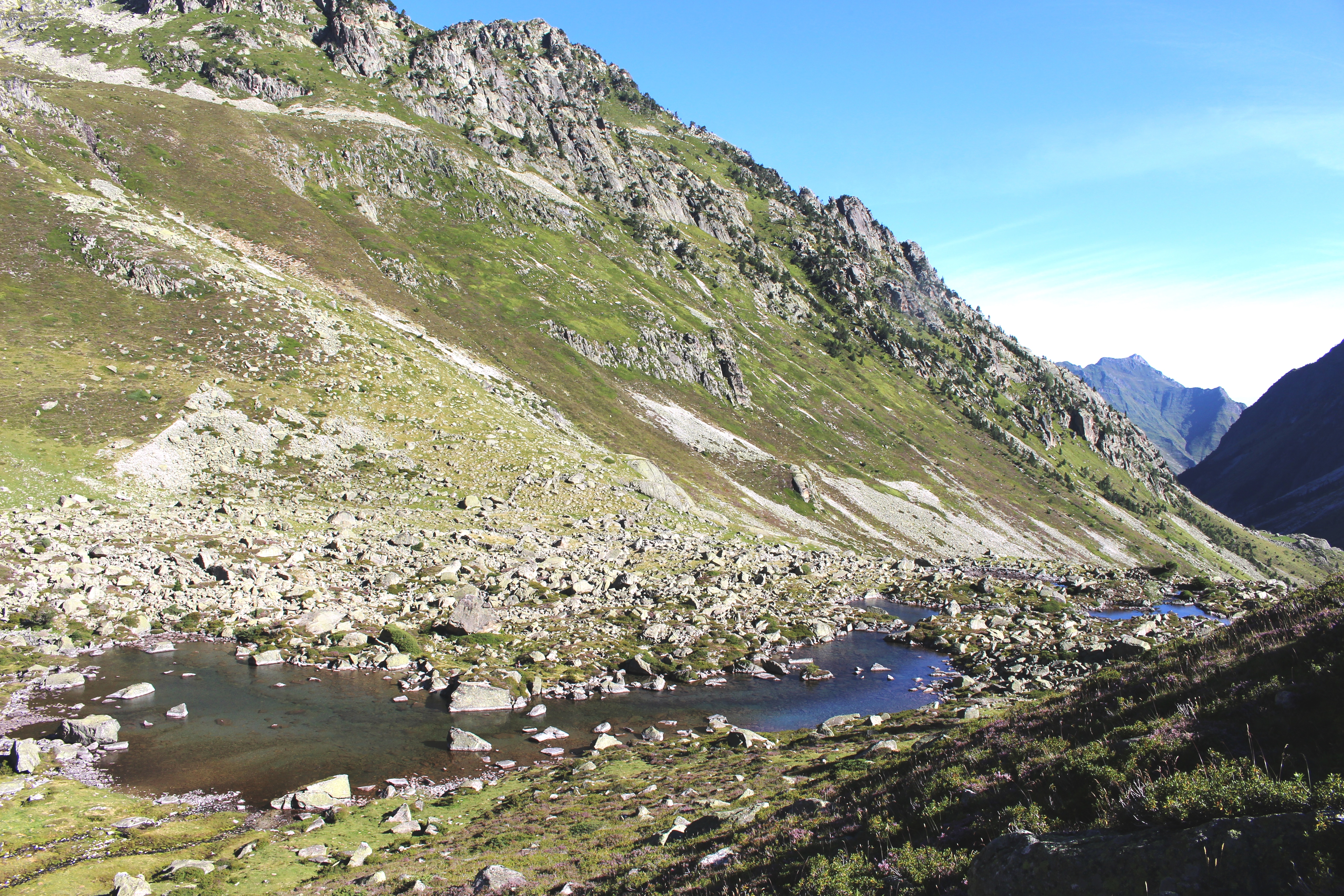
Lac
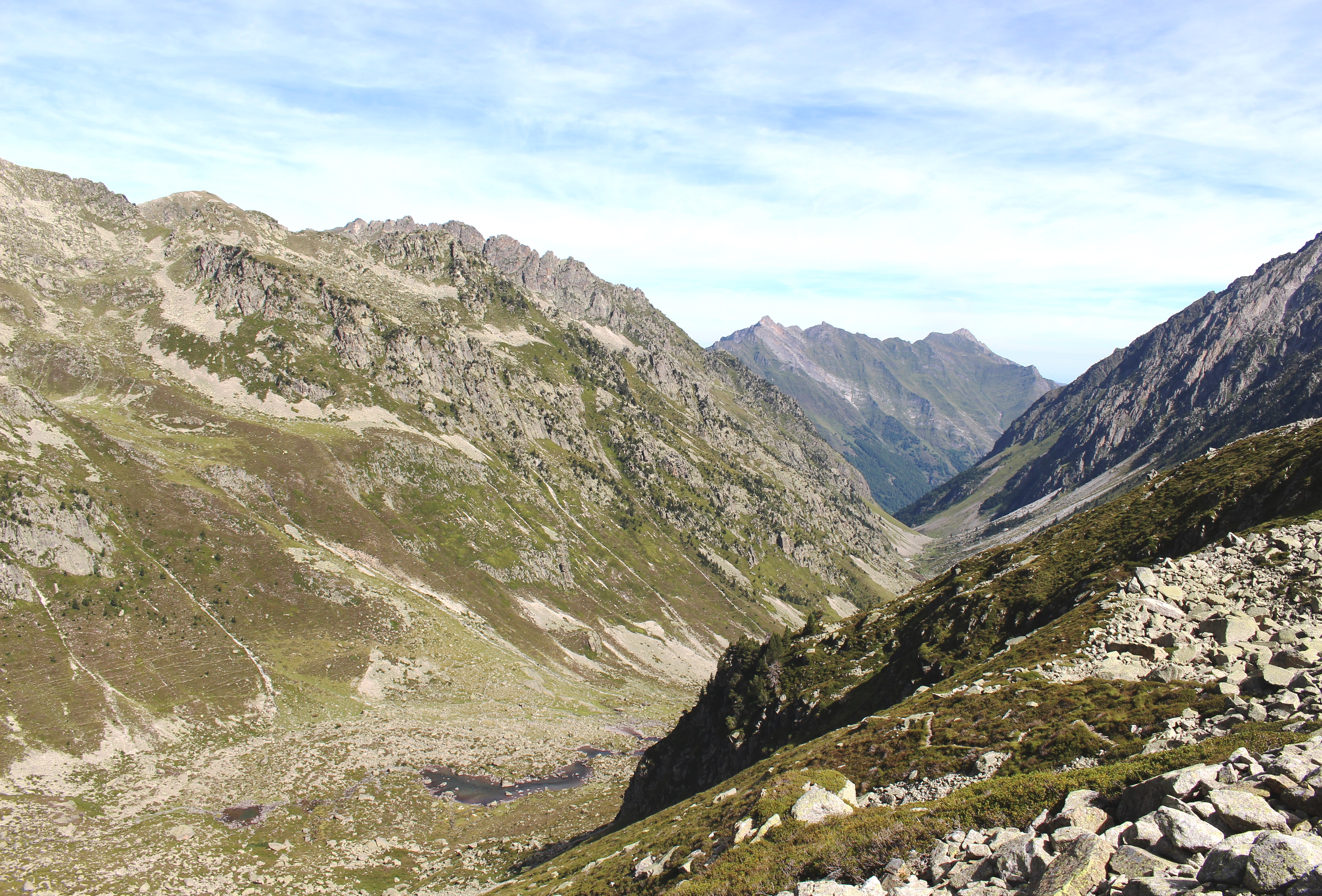
Vallée
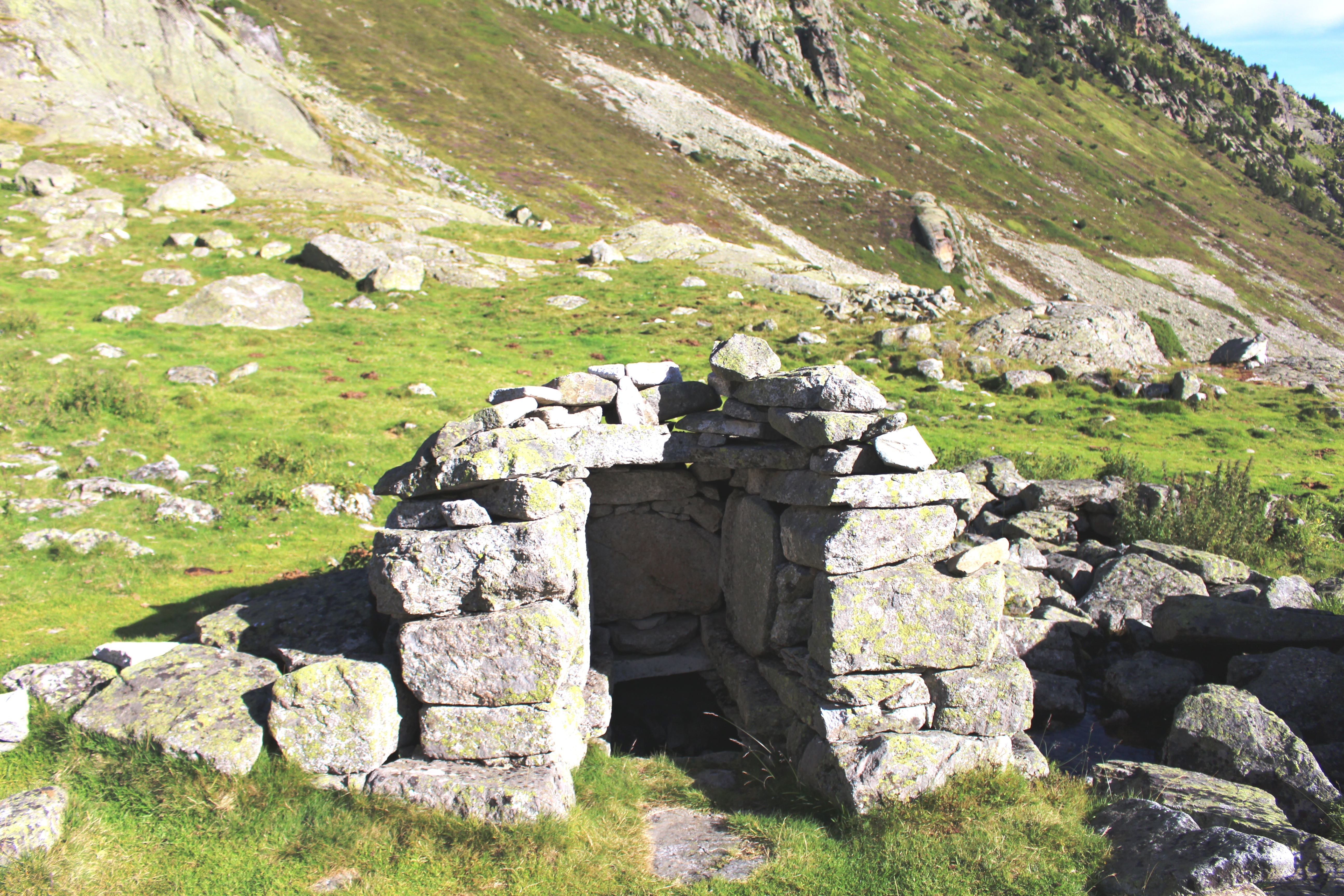
Layté de berger